# بوساداس (قرطبة)
بلدية بوساداس (بالإسبانية: Posadas)‏، هي إحدى بلديات مقاطعة قرطبة إحدى مقاطعات إسبانيا، و التي تقع في منطقة الأندلس جنوب إسبانيا.
يبلغ عدد سكانها 7.352 نسمة وفقاً لإحصائية سنة (2007).

## أعلام
- أنتونيو غارسيا نافاخاس